# Sirisak Faidong
Sirisak Faidong (thailändisch ศิริศักดิ์ ไฝดง, * 15. April 1993 in Buriram), auch als Moon bekannt, thailändischer Fußballspieler.

## Karriere
Sirisak Faidong erlernte das Fußballspielen in der Jugendmannschaft von Buriram United. Hier spielte er bis Ende 2013. Wo er vorher und von 2014 bis 2017 gespielt hat, ist unbekannt. 2018 nahm ihn der Zweitligist Army United aus Bangkok für ein Jahr unter Vertrag. 2019 wechselte er zum Zweitligaaufsteiger JL Chiangmai United FC nach Chiangmai. Hier absolvierte er 2019 31 Spiele in der Thai League 2. Anfang 2020 wurde der Verein von JL Chiangmai United in Chiangmai United umbenannt. Im März 2021 feierte er mit Chiangmai die Vizemeisterschaft und den Aufstieg in die erste Liga. Nach einer Saison in der ersten Liga musste er mit Chiangmai nach der Saison 2021/22 wieder in die zweite Liga absteigen. Nach insgesamt 124 Ligaspielen wurde sein Vertrag nach der Saison 2022/23 aufgelöst. Mitte Juni 2023 unterschrieb er einen Vertrag bei Erstligisten PT Prachuap FC. Nach einer Spielzeit, in der er 13 Ligaspiele bestritt, wechselte er im Juni 2024 zum ebenfalls in der ersten Liga spielenden Uthai Thani FC. Dort wurde sein Vertrag nach nur vier Ligaspielen am 11. Dezember 2024 wieder aufgelöst und Sirisak Faidong ist seitdem vereinslos. Im gleichen Monat unterschrieb er einen Vertrag beim Zweitligisten Nakhon Si United FC. Hier stand er bis Saisonende 2024/25 unter Vertrag. Für Nakhon Si United bestritt er 16 Ligaspiele. Hierbei erzielte er drei Treffer. Im August 2025 nahm ihn der ebenfalls in der zweiten Liga spielende Trat FC unter Vertrag.

## Erfolge
Chiangmai United FC
- Thailändischer Zweitligavizemeister: 2020/21  ▲